# Mantilla (Argentina)
Mantilla es una localidad y municipio argentino ubicado en el departamento San Roque de la provincia de Corrientes. Su nombre oficial era Pedro R. Fernández, sin embargo en el uso cotidiano era más habitual Mantilla, derivado del nombre de la estación de ferrocarril del poblado (estación Manuel F. Mantilla). Por dicho motivo una ley provincial cambió el nombre a partir del 1 de enero de 2023. Un conocido chamamé compuesto en 1988 se llama Bajo el cielo de Mantilla, el cual fue designado himno del pueblo.
Su principal vía de acceso es la ruta provincial 159, que la vincula al oeste por 6 km de asfalto con la Ruta Nacional 12, la cual es una vía troncal nacional. La RN12 la vincula al norte con la capital provincial (de la que dista 156 km), y al sur con Goya y Buenos Aires.
Dentro del ejido municipal se encuentra la Colonia 2 de Abril, a 20 km del ejido urbano.
El principal atractivo turístico es el balneario El Paraíso sobre la laguna Martín García, además de pesca deportiva y paseos en kayaks sobre el arroyo Batel.

## Toponimia
Su nombre original era San Diego, después Manuel F. Mantilla y luego mutó en Pedro Ramón Fernández, político correntino quien donó los terrenos donde se asentó el poblado. El nombre de la estación Mantilla lo debe al Dr. Manuel Florencio Mantilla, historiador y político correntino que promovió junto con otros legisladores la instalación del ramal de ferrocarril que hoy ya no pasa por la localidad.
La idea de modificar el nombre fue presentada primero en redes sociales donde generó una fuerte polémica.

## Cultura
Desde el año 2013 funciona en la localidad la “Asociación Cultural de Mantilla”, fundada por el poeta  e historiador correntino Oscar Daniel Alegre, quien también editó un libro de la historia de la localidad. Esta entidad se encarga permanentemente de llevar a distintas ciudades del país el nombre de su pueblo, como así también su cultura a través de una delegación de bailarines, músicos, artesanos y recitadores.
El 24 de abril de cada año se realiza la Feria del Libro. También se realizan festejos anuales como: Festival del Yataí y corsos locales.

## Población
Cuenta con 1 585 habitantes (Indec, 2010), lo que representa un incremento del 19,3% frente a los 1 329 habitantes (Indec, 2001) del censo anterior.
| Gráfica de evolución demográfica de Mantilla entre 1991 y 2010 |
|                                                                |
| Fuente: Censos nacionales del INDEC                            |

## Parroquias de la Iglesia católica en Pedro R. Fernández
| Arquidiócesis | Corrientes                |
| ------------- | ------------------------- |
| Parroquia     | Nuestra Señora del Carmen |